# Baarn
Baarn es una ciudad y un municipio de la provincia de Utrecht en los Países Bajos, a orillas del río Eem. Cuenta con una superficie de 33,01 km² y una población el 1 de enero de 2014 de 45.493 habitantes, lo que supone una densidad de 748 h/km². Además de Baarn, que ostenta los derechos de ciudad desde el siglo XIV, forman el municipio Eembrugge, que con poco más de cien habitantes es una de las localidades más pequeñas con derechos de ciudad desde el siglo XIV, y Lage Vuursche, donde se encuentra el castillo de Drakensteyn, residencia privada de la reina Beatriz antes de su acceso al trono y de nuevo tras su abdicación.

## Historia
Hallazgos de hachas de sílex indican la presencia de pobladores asentados a la orilla del Eem desde época prehistórica, pero la población de Baarn no es anterior al siglo XII. La primera mención documental es de 1280. Hacia 1350 el obispo de Utrecht concedió a Baarn los derechos de ciudad. En 1481 la ciudad fue saqueada por el conde de Holanda en una expedición punitiva que dejó solo en pie la iglesia y algunas casas. La construcción a mediados del siglo XVII del palacio de Soestdijk por el alcalde de Ámsterdam Cornelis de Graeff, convirtió los alrededores de Baarn en lugar de descanso preferido por las clases altas de Ámsterdam. 
En 1674 compró el palacio Guillermo III de Orange. Al morir sin descendencia pasó a Juan Guillermo Friso. Con la ocupación francesa y la República Bátava el castillo fue tomado como botín de guerra en 1795 y posteriormente donado a los holandeses. En 1806 fue residencia de Luis Bonaparte que procedió a su remodelación. Después de su forzada abdicación en 1810 el propio Napoleón Bonaparte lo utilizó. Tras las guerra napoleónicas, en 1815 el palacio fue regalado por los holandeses al príncipe heredero Guillermo II por su intervención en las batallas de Quatre Bras y Waterlo. Ampliado con dos alas con columnatas a los lados, fue posteriormente utilizado como palacio de verano por Guillermo II y sus descendientes. En 1937 se instaló en él la futura reina Juliana con su esposo el príncipe Bernardo. Un año después nació en Soestdijk la princesa Beatriz. El 1971 el estado holandés adquirió el palacio, aunque siguió siendo ocupado por Juliana y su esposo tras su abdicación en 1980 y hasta su fallecimiento en el castillo en 2004.

## Comunicaciones
Baarn cuenta con estación de ferrocarril desde la que es posible la comunicación con Utrecht, Amersfoort y Ámsterdam. También Soestdijk tiene estación de tren en la línea que une Den Dolder y Baarn. La autopista A1 pasa al norte del municipio.

## Galería de imágenes

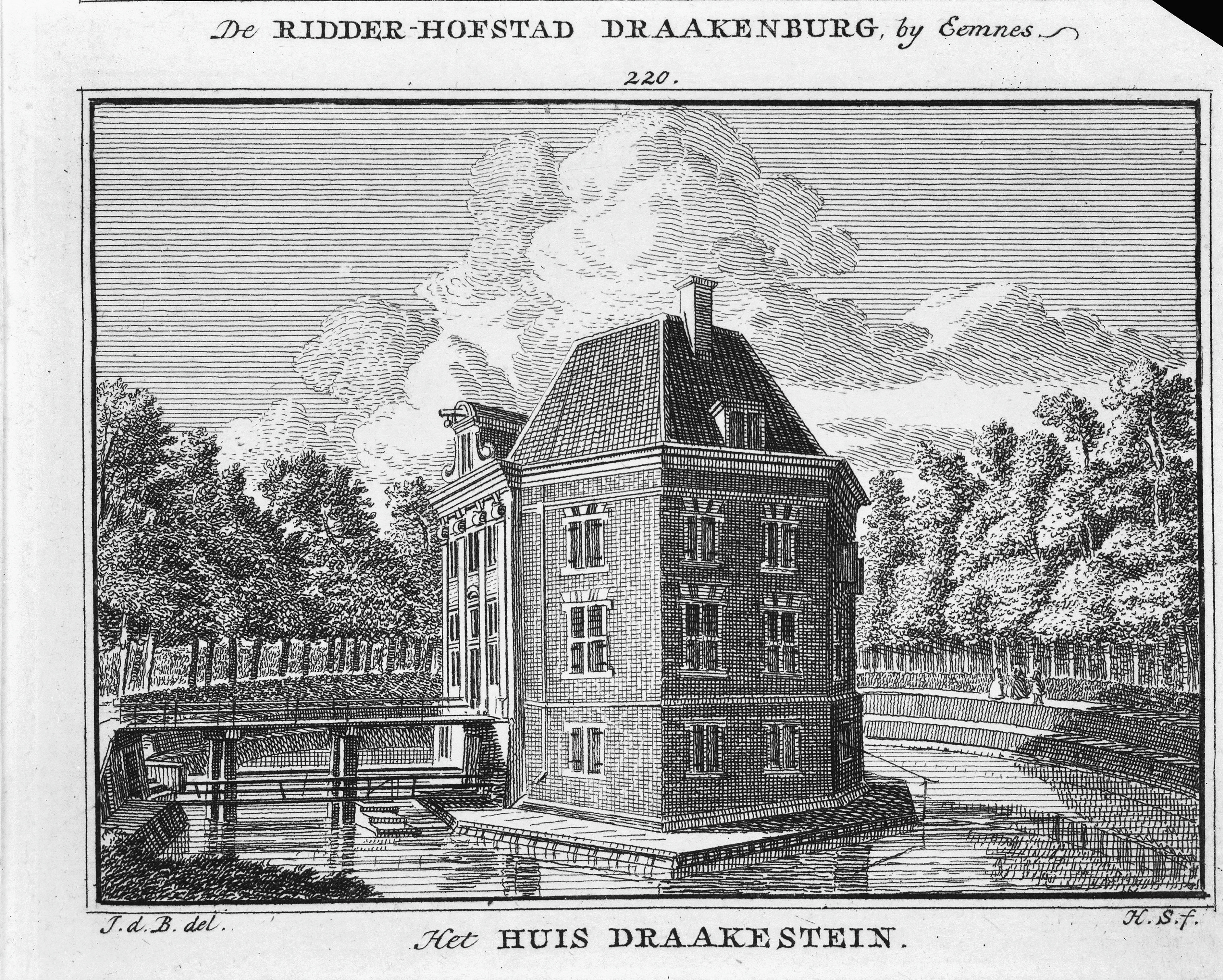
El castillo de Drakensteyn en Lage Vuursche según un grabado de 1747
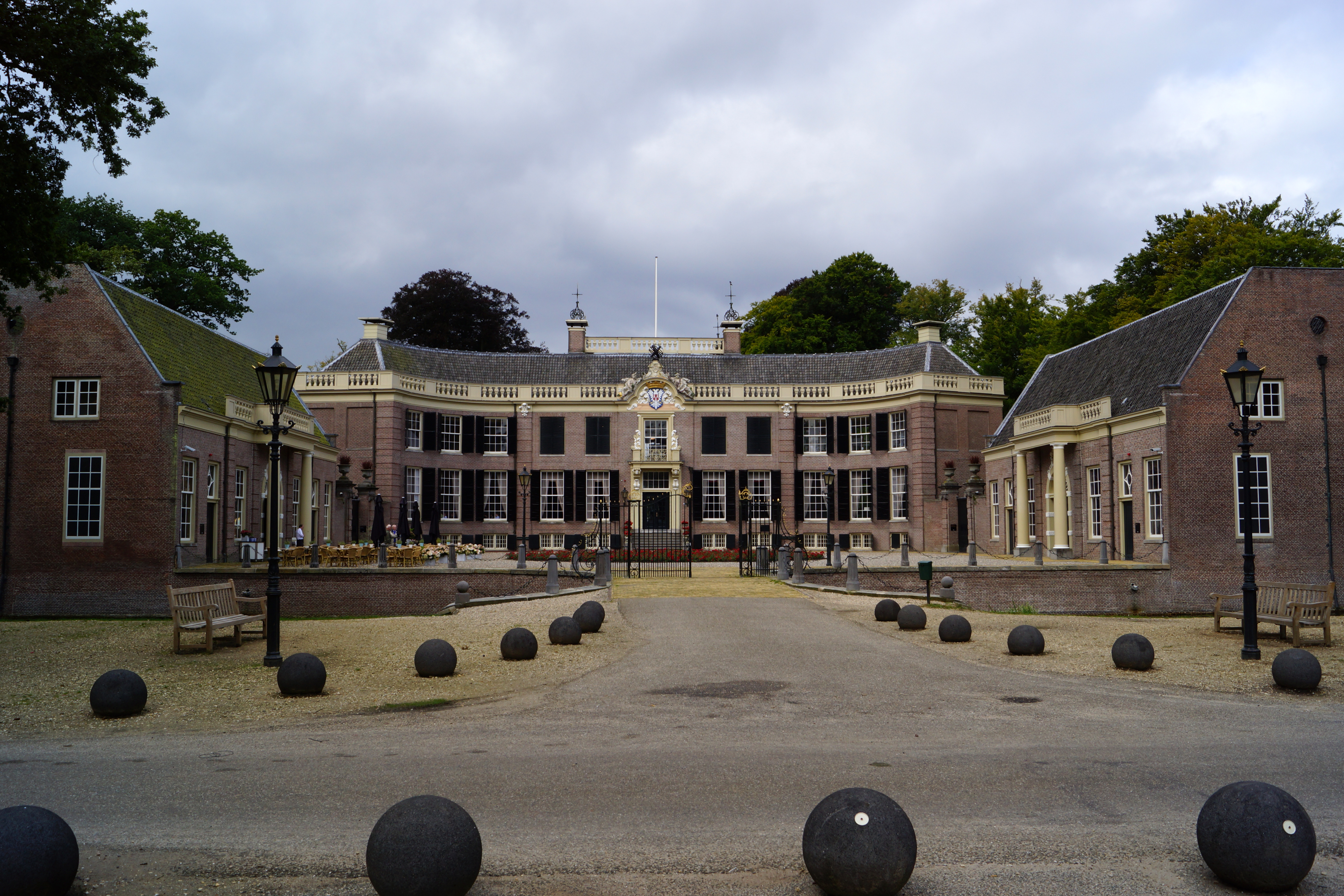
Palacio Groeneveld en Baarn
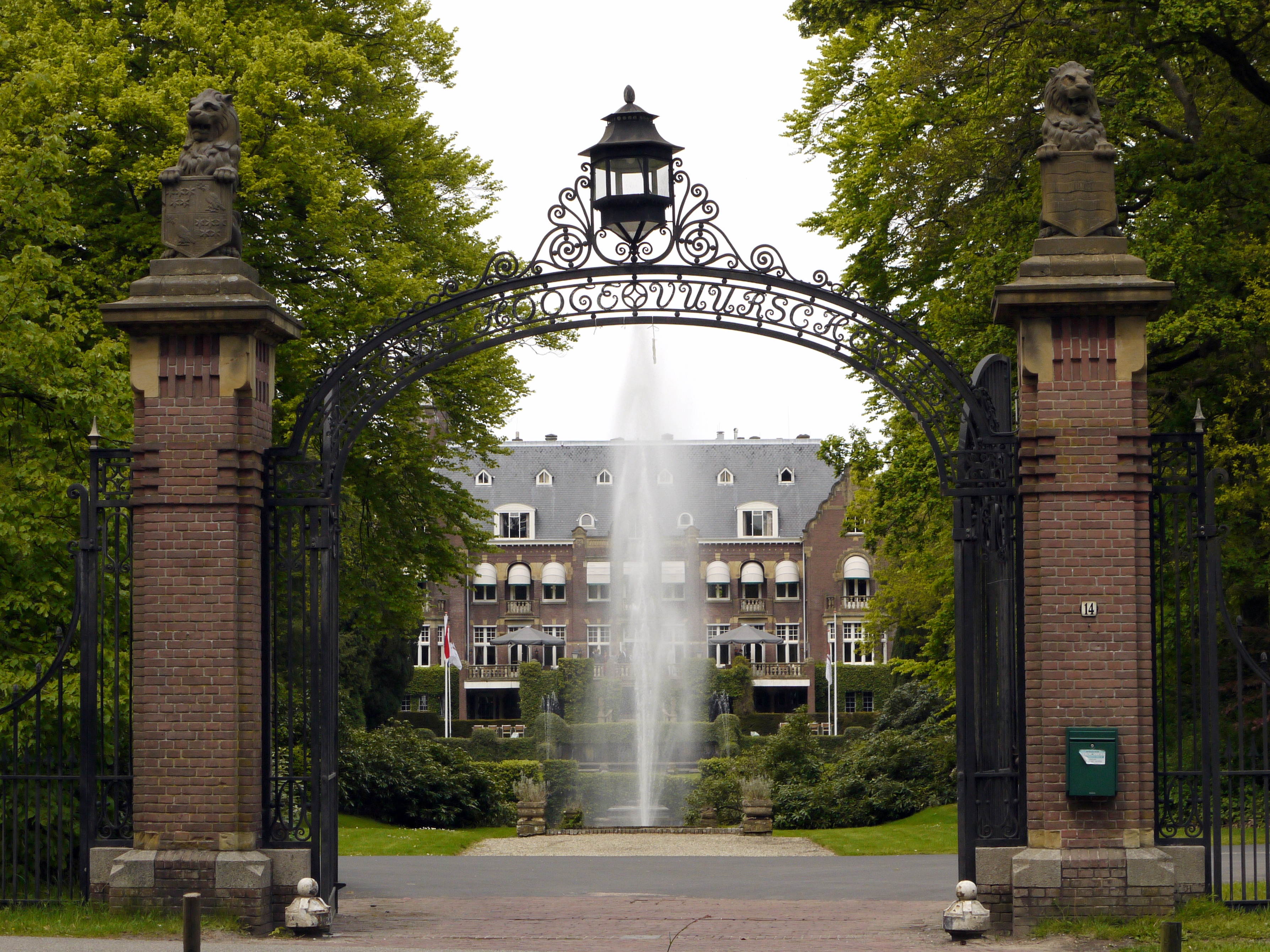
Baarn, mansión De Hooge Vuursche
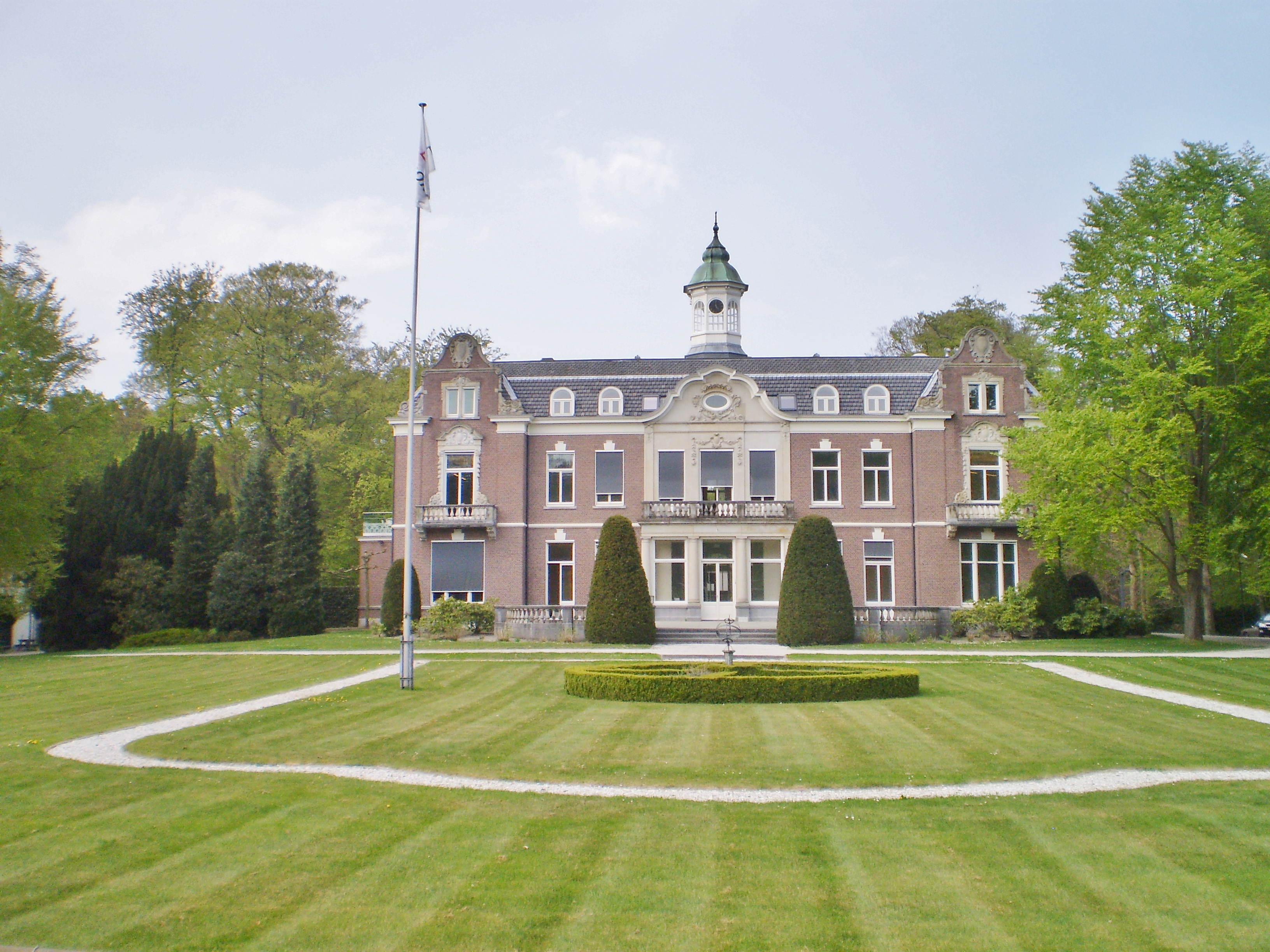
Baarn, mansión Rusthoek
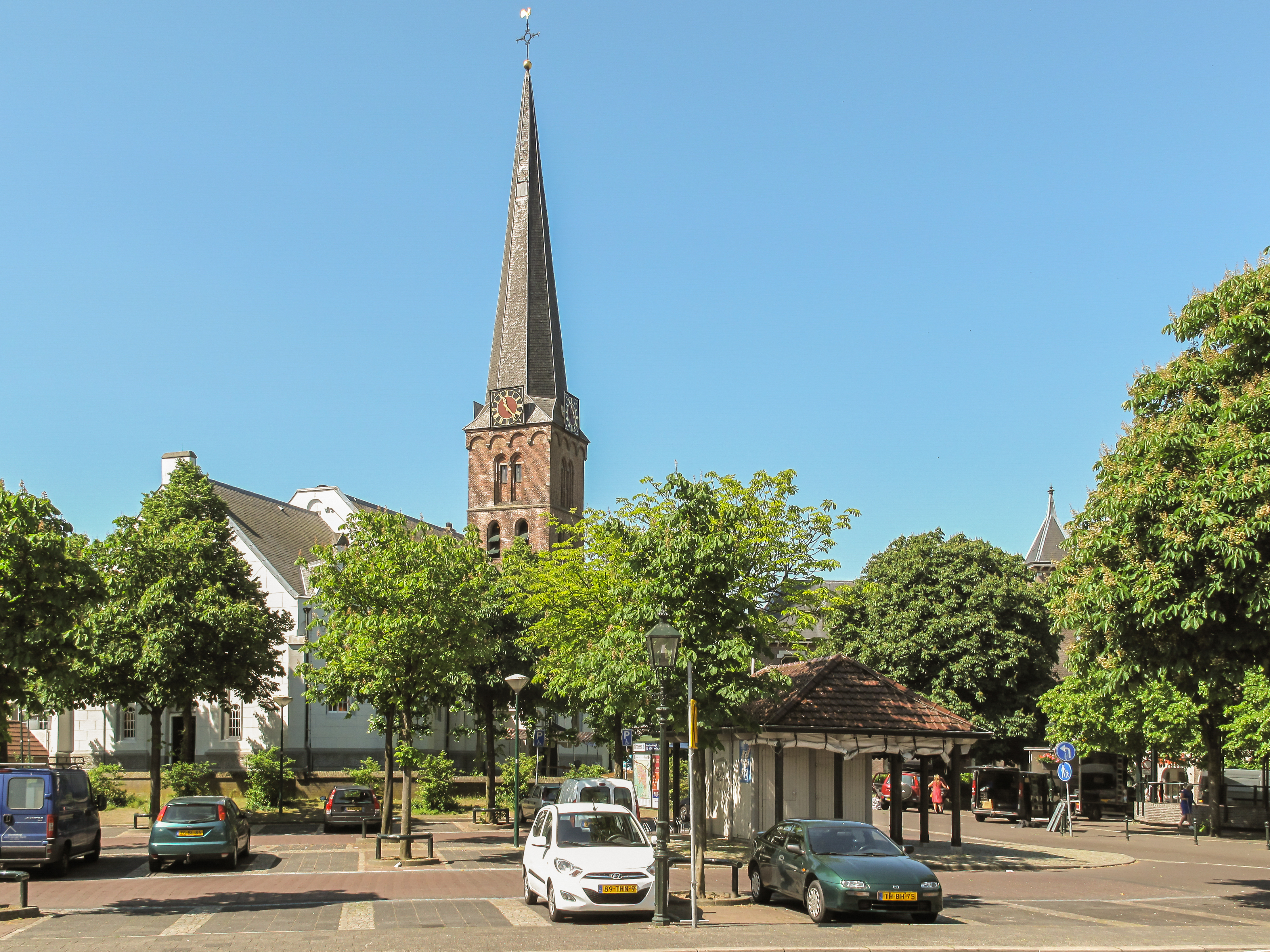
Baarn, la iglesia: la Pauluskerk
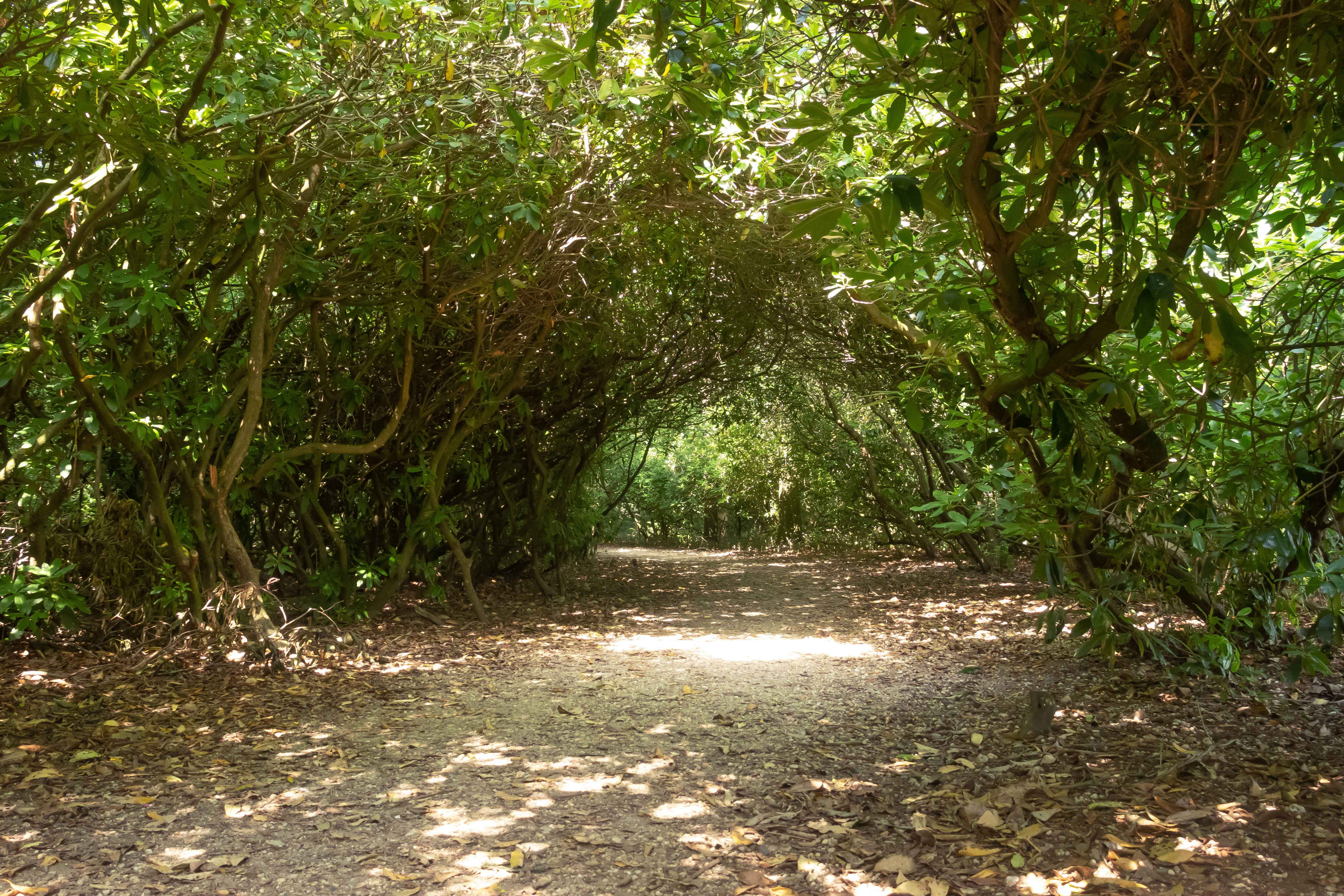
Baarn, en el parque del castillo (Kasteel Groeneveld)